# Hibbertia microphylla
Hibbertia microphylla är en tvåhjärtbladig växtart som beskrevs av Ernst Gottlieb von Steudel. Hibbertia microphylla ingår i släktet Hibbertia och familjen Dilleniaceae. Inga underarter finns listade i Catalogue of Life.